# Grand Prix Singapuru 2011
Grand Prix Singapuru 2011 (IV SingTel Singapore Grand Prix), 14. závod 62. ročníku mistrovství světa jezdců Formule 1 a 53. ročníku poháru konstruktérů, historicky již 854. grand prix, se počtvrté odehrála na okruhu Marina Bay Street Circuit.

## Výsledky

### Kvalifikace
| Pořadí                | Číslo | Jezdec             | Tým                  | 1. část  | 2. část  | 3. část  | Start |
| --------------------- | ----- | ------------------ | -------------------- | -------- | -------- | -------- | ----- |
| 1                     | 1     | Sebastian Vettel   | Red Bull-Renault     | 1:46.397 | 1:44.931 | 1:44.381 | 1     |
| 2                     | 2     | Mark Webber        | Red Bull-Renault     | 1:47.332 | 1:45.651 | 1:44.732 | 2     |
| 3                     | 4     | Jenson Button      | McLaren-Mercedes     | 1:46.956 | 1:45.472 | 1:44.804 | 3     |
| 4                     | 3     | Lewis Hamilton     | McLaren-Mercedes     | 1:47.014 | 1:46.829 | 1:44.809 | 4     |
| 5                     | 5     | Fernando Alonso    | Ferrari              | 1:47.054 | 1:45.779 | 1:44.874 | 5     |
| 6                     | 6     | Felipe Massa       | Ferrari              | 1:47.945 | 1:45.955 | 1:45.800 | 6     |
| 7                     | 8     | Nico Rosberg       | Mercedes             | 1:47.688 | 1:46.405 | 1:46.013 | 7     |
| 8                     | 7     | Michael Schumacher | Mercedes             | 1:48.819 | 1:46.043 | bez času | 8     |
| 9                     | 14    | Adrian Sutil       | Force India-Mercedes | 1:47.952 | 1:47.093 | bez času | 9     |
| 10                    | 15    | Paul di Resta      | Force India-Mercedes | 1:48.022 | 1:47.486 | bez času | 10    |
| 11                    | 17    | Sergio Pérez       | Sauber-Ferrari       | 1:47.717 | 1:47.616 |          | 11    |
| 12                    | 11    | Rubens Barrichello | Williams-Cosworth    | 1:48.061 | 1:48.082 |          | 12    |
| 13                    | 12    | Pastor Maldonado   | Williams-Cosworth    | 1:49.710 | 1:48.270 |          | 13    |
| 14                    | 18    | Sébastien Buemi    | Toro Rosso-Ferrari   | 1:48.753 | 1:48.634 |          | 14    |
| 15                    | 9     | Bruno Senna        | Renault              | 1:48.861 | 1:48.662 |          | 15    |
| 16                    | 19    | Jaime Alguersuari  | Toro Rosso-Ferrari   | 1:49.588 | 1:49.862 |          | 16    |
| 17                    | 16    | Kamui Kobajaši     | Sauber-Ferrari       | 1:48.054 | bez času |          | 17    |
| 18                    | 10    | Vitalij Petrov     | Renault              | 1:49.835 |          |          | 18    |
| 19                    | 20    | Heikki Kovalainen  | Lotus-Renault        | 1:50.948 |          |          | 19    |
| 20                    | 21    | Jarno Trulli       | Lotus-Renault        | 1:51.012 |          |          | 20    |
| 21                    | 24    | Timo Glock         | Virgin-Cosworth      | 1:52.154 |          |          | 21    |
| 22                    | 25    | Jérôme d'Ambrosio  | Virgin-Cosworth      | 1:52.363 |          |          | 22    |
| 23                    | 22    | Daniel Ricciardo   | HRT-Cosworth         | 1:52.404 |          |          | 23    |
| 24                    | 23    | Vitantonio Liuzzi  | HRT-Cosworth         | 1:52.810 |          |          | 24    |
| Limit 107 %: 1:53.844 |       |                    |                      |          |          |          |       |

### Závod
| Pořadí | Číslo | Jezdec             | Tým                  | Kola | Čas/odstoupení | Start | Body |
| ------ | ----- | ------------------ | -------------------- | ---- | -------------- | ----- | ---- |
| 1      | 1     | Sebastian Vettel   | Red Bull-Renault     | 61   | 1:59:04.757    | 1     | 25   |
| 2      | 4     | Jenson Button      | McLaren-Mercedes     | 61   | +1.737         | 3     | 18   |
| 3      | 2     | Mark Webber        | Red Bull-Renault     | 61   | +29.279        | 2     | 15   |
| 4      | 5     | Fernando Alonso    | Ferrari              | 61   | +55.449        | 5     | 12   |
| 5      | 3     | Lewis Hamilton     | McLaren-Mercedes     | 61   | +1:07.766      | 4     | 10   |
| 6      | 15    | Paul di Resta      | Force India-Mercedes | 61   | +1:51.067      | 10    | 8    |
| 7      | 8     | Nico Rosberg       | Mercedes             | 60   | +1 kolo        | 7     | 6    |
| 8      | 14    | Adrian Sutil       | Force India-Mercedes | 60   | +1 kolo        | 9     | 4    |
| 9      | 6     | Felipe Massa       | Ferrari              | 60   | +1 kolo        | 6     | 2    |
| 10     | 17    | Sergio Pérez       | Sauber-Ferrari       | 60   | +1 kolo        | 11    | 1    |
| 11     | 12    | Pastor Maldonado   | Williams-Cosworth    | 60   | +1 kolo        | 13    |      |
| 12     | 18    | Sébastien Buemi    | Toro Rosso-Ferrari   | 60   | +1 kolo        | 14    |      |
| 13     | 11    | Rubens Barrichello | Williams-Cosworth    | 60   | +1 kolo        | 12    |      |
| 14     | 16    | Kamui Kobajaši     | Sauber-Ferrari       | 59   | +2 kola        | 17    |      |
| 15     | 9     | Bruno Senna        | Renault              | 59   | +2 kola        | 15    |      |
| 16     | 20    | Heikki Kovalainen  | Lotus-Renault        | 59   | +2 kola        | 19    |      |
| 17     | 10    | Vitalij Petrov     | Renault              | 59   | +2 kola        | 18    |      |
| 18     | 25    | Jérôme d'Ambrosio  | Virgin-Cosworth      | 59   | +2 kola        | 22    |      |
| 19     | 22    | Daniel Ricciardo   | HRT-Cosworth         | 57   | +4 kola        | 23    |      |
| 20     | 23    | Vitantonio Liuzzi  | HRT-Cosworth         | 57   | +4 kola        | 24    |      |
| 21     | 19    | Jaime Alguersuari  | Toro Rosso-Ferrari   | 56   | Nehoda         | 16    |      |
| Ret    | 21    | Jarno Trulli       | Lotus-Renault        | 47   | Převodovka     | 20    |      |
| Ret    | 7     | Michael Schumacher | Mercedes             | 28   | Kolize         | 8     |      |
| Ret    | 24    | Timo Glock         | Virgin-Cosworth      | 9    | Nehoda         | 21    |      |

## Průběžné pořadí šampionátu
Pohár jezdců
| Pořadí | Jezdec           | Body |
| ------ | ---------------- | ---- |
| 1      | Sebastian Vettel | 309  |
| 2      | Jenson Button    | 185  |
| 3      | Fernando Alonso  | 184  |
| 4      | Mark Webber      | 182  |
| 5      | Lewis Hamilton   | 168  |

Pohár konstruktérů
| Pořadí | Tým              | Body |
| ------ | ---------------- | ---- |
| 1      | Red Bull-Renault | 491  |
| 2      | McLaren-Mercedes | 353  |
| 3      | Ferrari          | 268  |
| 4      | Mercedes         | 114  |
| 5      | Renault          | 70   |